# Charles FitzRoy (1764-1829)
Pour les articles homonymes, voir Charles FitzRoy.
Charles FitzRoy (17 juillet 1764 – 20 décembre 1829) est un officier de l'armée britannique et un homme politique.

## Biographie
FitzRoy est le deuxième fils d'Augustus FitzRoy (3e duc de Grafton) et de sa première épouse, Anne, fille de Henry Liddell, 1er baron Ravensworth. Après des études à Harrow School et le Trinity College, Cambridge, il entre dans l'armée en 1782 comme enseigne. En 1787, il est nommé capitaine de la garde écossaise et écuyer de Frederick, duc d'York et Albany en 1788, sous lequel il sert dans la Flandre en 1793-4.
En 1795, il est nommé Aide de camp du roi George III avec le grade de colonel et il est promu major-général en 1798. En 1798-99, il sert en Irlande puis en Angleterre jusqu'en 1809, commandant un bataillon du 60e Régiment d'infanterie en 1804-5. Il est nommé colonel du 48e régiment à pied du Northamptonshire puis lieutenant-général en 1805 et général en 1814.
En 1787-96 et à nouveau en 1802-18, FitzRoy est député de Bury St Edmunds (mais n'a jamais réellement pris part aux travaux parlementaires). Il soutient William Pitt le Jeune et favorise l'Abolition de l'esclavage au Royaume-Uni et l'Émancipation des catholiques.
FitzRoy est mort dans sa maison de Berkeley Square, Londres en 1829 et est enterré à Wiccan, dans le Northamptonshire.

## Famille
Le 20 juin 1795, Il épouse Frances Mundy (d. 1797; la fille de Edward Miller Mundy), et ils ont un fils, Charles Augustus FitzRoy qui est le Gouverneur de Nouvelle-Galles du Sud, le gouverneur de l'Île du Prince Édouard et le gouverneur d'Antigua. Après la mort de sa femme, il épouse Frances Stewart (d. 1810) la fille aînée de Robert Stewart (1er marquis de Londonderry) et ils ont trois enfants:
- George FitzRoy (c.1800-1882), officier de l'armée britannique.
- Robert (1805-1865), hydrographe.
- Frances (d. 1878), épouse de George Rice-Trevor (4e baron Dynevor).